# Gruchet-Saint-Siméon
Gruchet-Saint-Siméon és un municipi francès situat al departament del Sena Marítim i a la regió de Normandia. L'any 2007 tenia 700 habitants.

## Demografia

### Població
El 2007 la població de fet de Gruchet-Saint-Siméon era de 700 persones. Hi havia 266 famílies de les quals 56 eren unipersonals (28 homes vivint sols i 28 dones vivint soles), 93 parelles sense fills, 113 parelles amb fills i 4 famílies monoparentals amb fills.
La població ha evolucionat segons el següent gràfic:
Habitants censats

### Habitatges
El 2007 hi havia 316 habitatges, 274 eren l'habitatge principal de la família, 36 eren segones residències i 6 estaven desocupats. 306 eren cases i 9 eren apartaments. Dels 274 habitatges principals, 230 estaven ocupats pels seus propietaris, 35 estaven llogats i ocupats pels llogaters i 8 estaven cedits a títol gratuït; 1 tenia una cambra, 8 en tenien dues, 38 en tenien tres, 78 en tenien quatre i 149 en tenien cinc o més. 254 habitatges disposaven pel capbaix d'una plaça de pàrquing. A 128 habitatges hi havia un automòbil i a 120 n'hi havia dos o més.

### Piràmide de població
La piràmide de població per edats i sexe el 2009 era:
| Homes | Edats   | Dones |
| ----- | ------- | ----- |
| 0     | 95 o +  | 0     |
| 0     | 90 a 94 | 4     |
| 4     | 85 a 89 | 0     |
| 0     | 80 a 84 | 4     |
| 16    | 75 a 79 | 20    |
| 16    | 70 a 74 | 8     |
| 20    | 65 a 69 | 20    |
| 12    | 60 a 64 | 16    |
| 24    | 55 a 59 | 16    |
| 20    | 50 a 54 | 24    |
| 32    | 45 a 49 | 36    |
| 24    | 40 a 44 | 24    |
| 28    | 35 a 39 | 24    |
| 24    | 30 a 34 | 16    |
| 20    | 25 a 29 | 8     |
| 12    | 20 a 24 | 8     |
| 20    | 15 a 19 | 32    |
| 20    | 10 a 14 | 28    |
| 32    | 5 a 9   | 4     |
| 12    | 0 a 4   | 8     |

## Economia
El 2007 la població en edat de treballar era de 426 persones, 308 eren actives i 118 eren inactives. De les 308 persones actives 279 estaven ocupades (155 homes i 124 dones) i 29 estaven aturades (15 homes i 14 dones). De les 118 persones inactives 38 estaven jubilades, 35 estaven estudiant i 45 estaven classificades com a «altres inactius».

### Ingressos
El 2009 a Gruchet-Saint-Siméon hi havia 275 unitats fiscals que integraven 715 persones, la mediana anual d'ingressos fiscals per persona era de 18.515 €.

### Activitats econòmiques
Dels 14 establiments que hi havia el 2007, 1 era d'una empresa extractiva, 1 d'una empresa alimentària, 1 d'una empresa de fabricació d'altres productes industrials, 2 d'empreses de construcció, 3 d'empreses de comerç i reparació d'automòbils, 1 d'una empresa de transport, 1 d'una empresa d'hostatgeria i restauració, 1 d'una empresa financera i 3 d'empreses de serveis.
L'únic servei als particulars que hi havia el 2009 era un paleta.
L'únic establiment comercial que hi havia el 2009 era una fleca.
L'any 2000 a Gruchet-Saint-Siméon hi havia 4 explotacions agrícoles.

## Equipaments sanitaris i escolars
El 2009 hi havia una escola elemental integrada dins d'un grup escolar amb les comunes properes formant una escola dispersa.

## Poblacions més properes
El següent diagrama mostra les poblacions més properes.